# Jung Sung-sook
Jung Sung-sook (n. 26 ianuarie 1972) este o sportivă ce a reprezentat Coreea de Sud, medaliată olimpică. A participat la 2 ediții ale Jocurilor Olimpice (1996, 2000) în care a câștigat o medalie de bronz.